# Histoire du Chelsea Football Club
Cet article présente l'histoire du club de football de Chelsea. Fondé en 1905, Chelsea acquiert rapidement une réputation dans le football anglais par son recrutement de joueurs de renom et par son stade faisant régulièrement guichets fermés. Toutefois, le club ne parvient pas à remporter de trophée pour ses cinquante premières années. Chelsea passe trente de ses quarante premières saisons en première division, mais finit régulièrement en milieu de tableau voire évite la relégation. Le premier succès majeur de Chelsea est sa qualification en finale de la FA Cup en 1915 (battu par Sheffield United). Le club a également atteint les demi-finales de cette compétition en 1911, 1920, 1932, 1950 et 1952. La malchance de Chelsea s'achève enfin sous la houlette de l'entraîneur Ted Drake qui, après des changements fondamentaux au club, mène Chelsea à son premier titre de champion en 1955.
La période entre 1963 et 1972 voit le club bien figurer dans les compétitions nationales et européennes, même s'il manque souvent de peu de les remporter. Toutefois, Chelsea remporte la Coupe de la Ligue anglaise en 1965, la FA Cup en 1970 et la Coupe d'Europe des vainqueurs de coupe en 1971. Le club atteint également la finale de la FA Cup en 1967 et celle de la Coupe de la Ligue anglaise en 1972. Après cette période couronnée de succès, plusieurs problèmes dans les années 1980, notamment le lourd déficit occasionné par une tentative trop ambitieuse par rapport aux moyens à disposition de vouloir rénover Stamford Bridge, mettent sérieusement en difficulté la pérennité du club, qui évolue en deuxième division pendant la première moitié des années 1980. Toutefois, l'arrivée de John Neal dans le milieu des années 1980 voit Chelsea remporter le championnat de seconde division et revenir dans l'élite du football anglais.
Chelsea connaît l'une de ses périodes les plus fastes dans la seconde moitié des années 1990, où le club accumule les trophées entre 1996 et 2000. Ruud Gullit et Gianluca Vialli mènent le club à une victoire en FA Cup en 1997 et 2000 et en Coupe de la Ligue anglaise et en Coupe d'Europe des vainqueurs de coupe en 1998. Chelsea se qualifie également pour la première fois en Ligue des Champions. Depuis la saison 1995-1996, le club n'a jamais fini au-delà de la sixième place en championnat. En 2003, Chelsea est racheté par le milliardaire russe Roman Abramovitch, inaugurant la période actuelle de succès du club. José Mourinho conduit le club à deux titres en championnat, une FA Cup, et deux Coupes de la Ligue anglaise en trois saisons. Chelsea remporte une autre FA Cup en 2009 et réalise son premier doublé coupe-championnat en 2010, sous Carlo Ancelotti. Sous l'intérim de l'ancien joueur Roberto Di Matteo, le club  remporte une sixième FA Cup en 2012, et son premier titre en Ligue des Champions, marquant le couronnement des dernières années de succès.

## 1905: les débuts du club

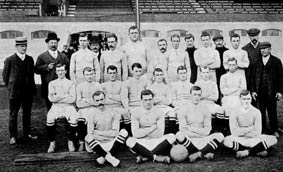
Équipe première en septembre 1905

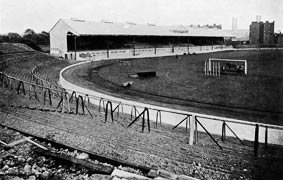
Stamford Bridge en 1905

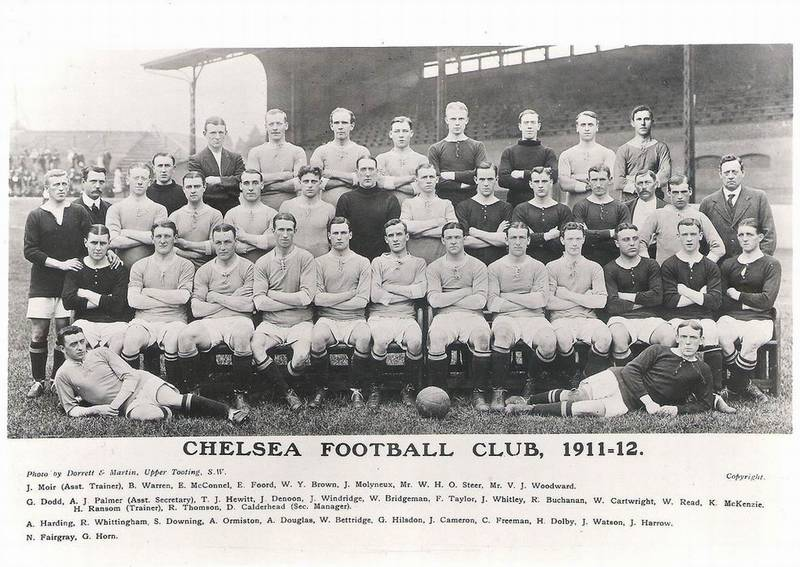
Chelsea FC, 1911-12.

Les débuts de Chelsea sont liés à la construction du stade de Stamford Bridge. À la suite du refus de Fulham d'utiliser cette toute nouvelle enceinte londonienne, les promoteurs du stade se voient contraints de créer leur propre club. Ils parviennent à convaincre la League d'accepter la candidature de ce club à peine né, qui effectue ses grands débuts en championnat de D2 le 2 septembre 1905 à Stamford Bridge est cordialement inauguré deux jours plus tard à l'occasion d'un match amical face à Liverpool. L'affluence est décevante (4 000) tout comme celle enregistrée une semaine plus tard pour les grands débuts des Blues à domicile en championnat (6 000). Mais une foule de 67 000 personnes a été enregistrée lors de cette première saison, contre Manchester United.
Ces premières années, Chelsea provoquent l'attrait rapide de plusieurs milliers de spectateurs à Stamford Bridge, dont la plupart deviendront fans du club. L'arrivée de grands joueurs en est la principale raison. On peut citer notamment le gardien international anglais Willie Foulke (1905-1906), surnommé « Fatty » au vu de sa carrure, ou encore l'avant-centre George Hilsdon (1906-1912), surnommé « Gatling Gun », qui est l'un des premiers joueurs du club à être adoré par la foule. Son partenaire en attaque, Jimmy Windridge (1905-1911), a été le premier joueur à avoir réalisé un triplé au sein du club, contre Hull City (5-1). Avec 4 attaquants de classe internationale, voir 50 000 spectateurs n'était pas rare à cette décennie pré-guerre mondiale, malgré le fait que les résultats ne soient pas du goût de tous les supporters. Dès sa troisième saison d'existence, Chelsea est d'ailleurs le club enregistrant les meilleures affluences du pays.

## Les années 1910: Un premier résultat et puis s'en va
Les résultats n'arrivent pas et le club connait pour la première fois la relégation (1910), mais n'aura connu la 2e Division que 2 ans avant de remonter.
Le football anglais connaîtra une interruption à la fin de la saison 1914-1915 avec la Première Guerre Mondiale. La défaite de Chelsea en finale de la FA Cup contre Sheffield United (3-0), aura été le dernier match de la saison. Cette finale sera surnommée « The Final kaki » en raison d'un nombre considérable d'uniformes militaires visibles dans les tribunes.
À noter que Nils Middelboe (1913-1922), connu sous le nom de « The Great Dane » était le premier joueur étranger à signer à Chelsea et a été immensément populaire au club.

## Les années 1920: Un parcours mitigé
La guerre étant terminée, le football revient dès le début de la décennie et voit Chelsea revenir fort en terminant à la 3e place du championnat, derrière West Bromwich et Derby. La finale de la FA Cup a été disputée plusieurs fois à Stamford Bridge, que Chelsea a failli rejoindre avant leur défaite contre Aston Villa (3-1) en demi-finale en 1920. Des bons parcours en Cup, les années suivantes seront les seuls bilans positifs de la décennie. En effet, Chelsea connaît des périodes difficiles en championnat et finira par descendre en 2e division (1924). Le club remontera dans l'élite seulement après la saison 1929-1930. Entre-temps, l'un des joueurs les plus utilisés, le latéral international anglais Jack Harrow (1911-1926), avec 334 apparations, décide de mettre un terme à sa carrière.

## Les années 1930: La stagnation
Afin d'oublier la dépression économique, les Londoniens recherchaient distraction et divertissement dans leur faible temps libre. Le football répondait à leurs attentes. Les spectateurs étaient de plus en plus nombreux à venir à Stamford Bridge, jusqu'à atteindre l'affluence record de 82 905 spectateurs en octobre 1935 contre Arsenal. Il s'agît à ce jour de la plus grande affluence de l'histoire du championnat anglais. Rien d'étonnant au vu des excellentes saisons d'Arsenal à ce moment-là. Voyant les rivaux locaux dominer aisément le championnat, la pression du côté de Chelsea était importante et se devait de réagir. N'ayant jamais eu peur de dépenser de l'argent depuis ces premiers jours, Chelsea recrute plusieurs joueurs à des sommes importantes pour l'époque, dont Hughie Gallacher, le plus cher d'entre eux, qui provient de Newcastle, aura coûté 10 000 £.
Le championnat commença en fanfare puisque Chelsea remporte son premier match contre Manchester United 6-2; l'espoir de remporter le championnat était élevé pour les blues, mais comme trop souvent, ils déçoivent et termineront dans le ventre mou. À part une demi-finale en 1932, perdue contre Newcastle (2-1), les années se suivront et se ressembleront jusqu'au début de la Seconde Guerre Mondiale. Le championnat est grandement perturbé et Chelsea n'est pas épargné puisqu'il évite de peu la relégation. Le football anglais sera interrompu à la fin de la saison 1939-1940.

## Les années 1940: La reconstruction
À la fin de la Seconde Guerre Mondiale, Stamford Bridge avait survécu au bombardement et seulement six mois après la Victoire en Europe, le club fêta ses 40 ans et le stade a accueilli ce qui reste l'un de ses moments les plus mémorables, le « Dynamo Day ».
Le 13 novembre 1945, les Blues accueillent le club russe du Dynamo Moscou. Un match à guichet fermé qui a attiré officiellement 74 496 personnes, mais c'est sans compter plusieurs milliers de personnes qui auraient assisté au match de manière « illégale » en s'installant sur les toits du stade ou encore sur les panneaux publicitaires. Ce total se porterait à près de 100 000 personnes. Les deux équipes se sépareront sur le score de 3-3.
Le championnat reprend en 1947 et Chelsea vise le haut de tableau. Pour y parvenir, il dépense près de 20 000 £ pour s'attacher les services d'un nouveau buteur, Roy Bentley (1948-1956), en provenance de Newcastle, un achat record qui sera rentable car il deviendra le meilleur buteur du club avec 150 buts marqués, et reste dans le Top 5 actuel des meilleurs buteurs de toute l'histoire de Chelsea.
Les trois saisons disputées donneront des résultats plus que moyen, avec des positions au milieu de tableau.

## Les années 1950: Le premier titre
Chelsea se rattrape avec de nouveau de bons parcours en Cup, où le club atteint deux fois les demi-finales (1950 et 1952) qu'il perd toutes deux contre son rival local, Arsenal, à chaque fois à la suite d'un replay. Entre ces deux saisons, la relégation en deuxième division est évitée de peu. L'effectif étant vieillissant, Chelsea est dans l'obligation d'apporter du sang neuf à celui-ci. 
Le changement commence dès après la défaite en Cup contre Arsenal (1952), avec le départ à la retraite du manager Billy Birrell, déçu de cette nouvelle contre-performance. Il est remplacé par Ted Drake, ancien joueur international anglais et ancien « Gunner ». Drake se fait remarquer par une déclaration fustigeant le manque de sérieux des joueurs de Chelsea : « Trop de joueurs viennent à Stamford Bridge juste pour voir un simple match plutôt que de jouer pour Chelsea. Les joueurs doivent avoir un sacré mental pour avoir joué plusieurs années avec cette étiquette sur le dos. Nous allons avoir des gens qui mangeront, dormiront et boiront Chelsea ». Afin de réussir cette modernisation, il bannit le surnom de « The Pensioners » ainsi que le blason du club, représentant un « Pensioner ». Il lance une politique de recrutement réfléchie avec l'achat de plusieurs joueurs qui proviennent de divisions inférieures mais sont motivés par la perspective de remporter des trophées. Les progrès espérés se réalisent plutôt lentement, mais Drake réussit tout de même son pari à l'issue de sa première saison à la tête d'une équipe rajeunie. Les résultats en championnat sont remarquables avec une 8e place ; mais le meilleur reste encore à venir au cours de la saison suivante (1954-1955).
Cette année est le résultat d'un important travail du manager ainsi que de l'équipe, qui parvient à remporter le premier titre du club, leur premier championnat en devançant l'immense équipe de Wolwerhampton. Le match clé de la saison opposant ces deux équipes a lieu à Stamford Bridge lors du mois d'avril. Chelsea n'a alors que 4 points d'avance sur les tenants du titre. Les locaux tiennent bon et obtiennent le nul (0-0) ; Chelsea conserve ensuite la place de leader jusqu'à la fin de la saison.
La création de la « Coupe des clubs champions européens » ayant eu lieu la même année, les Blues auraient dû être le premier club anglais à y participer. Mais alors que l'UEFA et la FIFA font le maximum pour décider les Anglais à participer à la compétition, la FA reste inflexible : c'est non ! La fédération juge cette compétition hasardeuse et dédaigne cette initiative continentale. Chelsea y aurait pourtant volontiers participé, mais se voit contraint de renoncer… Le forfait de Chelsea est rendu officiel le 26 juillet 1955 ; le club est remplacé par le Gwardia Varsovie.
L'exploit du titre reste sans lendemain au cours des années suivantes, marquées par une succession de déceptions avec des places en milieu de tableau. Un seul point positif est à noter, la percée d'un jeune joueur provenant du centre de formation, Jimmy Greaves (1957-1961), qui devient l'un des meilleurs joueurs issus de Chelsea de tous les temps. Greaves s'avère être un buteur exceptionnel ; beaucoup le considèrent comme le meilleur finisseur que l'Angleterre ait jamais eu. Il effectue quatre saisons au sein du club, pendant lesquelles il marque 132 fois pour 169 matchs.

## Les années 1960: Bons parcours et première coupe
L'importance du jeune Jimmy Greaves pour Chelsea était clair aux yeux de tous, surtout lors de sa dernière année (1961) sous les couleurs des blues où il inscrira 41 buts. Il aura atteint la barre des 100 buts en championnat à seulement l'âge de 20 ans et est encore à ce jour le plus jeune meilleur buteur de la Premier League (19 ans et 33 buts en 1959), ainsi que le meilleur buteur du championnat de tous les temps (357 buts). Après son départ pour le Milan AC, il ressent le besoin de revenir dans son pays natal et souhaite revenir à Chelsea ; mais à la suite du refus du club, il ira chez leur voisin de Tottenham. Son départ a bouleversé l'équipe et son manque d'efficacité devant le but provoque la chute du club en 2e Division (1962). Ted Drake paye la relégation du club et sera remplacé par Tommy Docherty. 
De là commence le plan de rajeunissement du club, dont la plupart font partie aujourd'hui des légendes du club. On notera les arrivés de Peter Bonetti, Ron Harris, Barry Bridges, Terence (dit Terry) Venables et Bobby Tambling. Ce dernier est encore aujourd'hui le meilleur buteur de l'histoire de Chelsea avec un total de 202 buts. Peter Bonetti est, lui, considéré comme l'un, voire le plus grand gardien que Chelsea n'ai eu. Il aura d’ailleurs permis de glaner lors de sa première saison la FA Youth Cup (1961).
Avec cette équipe, Chelsea permet de remonter facilement en 1re Division et réalisera ensuite une très bonne série de résultats puisqu'ils termineront à chaque fois dans les sept premiers du championnat pendant neuf années consécutives (1964-1972). Cela a réussi sans surprise à faire rallier de plus en plus de supporter en faveur du club, dont certains sont mêmes devenus des partisans, qui se retrouvés plus particulièrement dans une zone de la terrasse sud qui a pris le nom de « The Shed ». Des fans qui ont eu le droit de vivre de grandes émotions en Coupe. En effet, ils auront vécu l'élimination de leur équipe en demi-finale de FA Cup, non pas une fois... mais deux fois de suite ! En 1965, Chelsea est présent sur 3 compétitions, la FA Cup, la Carling Cup et le championnat. En FA Cup, Chelsea perd en demi-finale contre Liverpool beaucoup plus fort qu'eux. En championnat, alors leader à deux jours de la fin, Chelsea perd ses deux derniers matchs, à Burnley et à... Liverpool. Mais les blues remporte la Carling Cup en battant le club de Leicester sur le score de 3-2. C'est le premier succès en Coupe à élimination direct de Chelsea.
Lors de la seconde demi-finale en 1966, personne n'aurait imaginé Chelsea menacé contre Sheffield Wednesday, qui risqué la relégation. Mais sur un terrain accidenté, le club du Yorkshire a su mieux l'exploiter que son adversaire, et l'emportera 2-0. Une défaite que Docherty aura du mal à digérer et qui finira par « déchirer » son équipe, alors à son apogée. La relation entre lui et le capitaine, Terry Venables, a atteint son point de rupture, ce qui provoque le départ de ce dernier. Il sera alors remplacé par un jeune prodige écossais, Charlie Cook. Agile et très bon dribleur, Cooke est l'un des plus grands artistes à avoir foulé la pelouse de Stamford Bridge; ses compétences créatives combinant parfaitement avec Peter Osgood. Osgood avait en quelque sorte échappé à l'attention des clubs professionnels jusqu'à l'âge de 17 ans, mais une fois à Chelsea, il a pu montrer tout son talent, et sera bientôt surnommé « Roi de Stamford Bridge ».
Malheureusement, Osgood a subi une fracture de la jambe en octobre 1966, mais qui n'a pas empêché à Chelsea d'aller en finale de la Coupe d'Angleterre, qui sera perdue, à Villa Park, contre Tottenham (2-1), club qu'a rejoint Jimmy Greaves et Terry Venables. Docherty est de nouveau dans la tourmente, et c'est cette fois-ci avec le conseil administratif que les relations se sont aggravées. Joe Mears, le président du club et neveu de Gus, le limogera. Un remplaçant a été trouvé en la personne de Dave Sexton, qui entrainait le Leyton Orient. Les défenseurs John Dempsey et David Webb, ainsi que le brave attaquant Ian Hutchinson, acheté pour seulement 5 000 £ (la moitié du prix de Hughie Gallacher près de 40 ans plus tôt). Peter Bonetti était devenu un gardien de but exceptionnel. Ron Harris, Eddie McCreadie, Webb et Dempsey formaient une ligne intransigeante. John Hollins et Charlie Cooke, au milieu de terrain, s'entendaient parfaitement et réalisaient de bonnes combinaisons.

## Les années 1970: Entre succès et échecs
La première victoire en FA Cup :
La saison 1969-1970 s'achève par une belle 3e place en championnat. Mais à peine le championnat terminé qu'il faut se préparer pour le match que les supporters attendaient impatiemment, la finale de la Coupe d'Angleterre. Ce sera contre Leeds United, alors considérée comme la meilleure équipe du moment, et champion d'Angleterre de la saison précédente. Leeds a rarement mis à mal les blues et bien que Chelsea avait du style et de l'équilibre, ils n'étaient pas une équipe d'être intimidé non plus. Ce devait être une bataille titanesque. Leeds a par deux fois pris les devants sur un terrain de Wembley réputé pour être affreux. Mais Chelsea a un moral d'acier et parvient à revenir à chaque fois. Le match se termine sur le score de 2-2 et c'est la première fois de l'histoire de la Coupe d'Angleterre, que le premier match s'achève sans vainqueur. À la suite de cela, un replay est programmé à Old Trafford, le stade de Manchester United. Le match sera aussi intense que le premier, et les deux équipes n'arrivent pas ce départager durant les 90 minutes (1-1). Après trois finales et sept demi-finales, Chelsea avait enfin levé sa première FA Cup de son histoire, en remportant le match 2-1. 
La première victoire européenne :
À la suite de sa victoire en Coupe d'Angleterre, Chelsea était qualifié pour jouer la Coupe d'Europe des vainqueurs de coupes. Leur parcours croise celui de Manchester City en demi-finale, que les blues battront 2-0. La finale se jouera contre un ogre européen, le Real Madrid. Comme lors de la finale de la Coupe d'Angleterre, le premier match se termine sur un match nul (1-1) et doit se rejouer deux jours plus tard. Chelsea remporte là son premier trophée continental en battant donc le Real Madrid 2-1. Cette victoire laisse éclater une immense joie chez les supporters, qui envahissent rapidement le Stade Karaiskaki, à Athènes. Ils n'ont pas été déçus. Dempsey a marqué un but rare et spectaculaire dans le replay, complété par Osgood.
La rénovation du stade :
Le temps passe et Stamford Bridge a pris beaucoup de ride. Le club décide de rénover le stade afin d'avoir une capacité de 60 000 places, et lance la construction de la tribune « East End ». Malheureusement la rénovation prend du retard et les plans sont pittoresques. Finalement, le coût des travaux aura dépassé le budget du club de 1,3 M£.
La dette fait son apparition et le club se retrouve face à un nouvel adversaire.
Baisse des résultats et relégations :
Les problèmes se posaient sur le terrain aussi. Malgré le résultat hors normes du duel entre Chelsea et le club luxembourgeois de la Jeunesse Hautcharage, 8-0 au Luxembourg et 13-0 à Stamford Bridge, soit un résultat cumulé record de 21 à 0, les blues ont été éliminés au tour suivant contre le peu connu Atvidabergs suédois. Et même si une autre finale de coupe a été atteint - Coupe de la Ligue 1972 -, Stoke City l'a emporté à Wembley (2-1). En 1974, les clivages entre Sexton et deux de ses étoiles, Osgood et Hudson, étaient irréparables. Tous deux ont été vendus et le président du club a soutenu l'entraineur. Mais la saison suivante commençant tout aussi mal, il est mis à sac.
Quatre ans seulement après le triomphe européen, Chelsea a été relégué en 2e division (1975). Avec les dettes supérieures à 3 millions de livres, la chute est encore plus brutale. Chelsea étaient de retour en première division (1977). Ray Wilkins, capitaine à seulement 18 ans était le nouveau héros du pont. Mais à peine le pas mis de l'avant que l'équipe est retombé dan ses travers (1979). McCreadie sortit après avoir échoué à poser ses conditions dans son nouveau contrat. Comme Chelsea tombe à nouveau en division inférieure, Wilkins a été vendu à Manchester United pour atténuer la crise financière. Les propriétaires du club ont enchainé trois entraineurs en quatre ans, Ken Shellito (1977-1978), Danny Blanchflower (1978-1979) et Geoff Hurst (1979-1981), mais aucun n'a réussi à relancer la machine.

## 1980-2003: De la période noire à la résurrection
Les années 1980 et l'ère Ken Bates :
De longues saisons se passent en seconde division et la qualité de jeu proposé par l'équipe se dégrade. L'affluence dans le stade chute considérablement, et le club ne fait plus beaucoup de rentrées d'argent via les billets. En exemple, un derby londonien n'a attiré que 6 000 personnes en 1982. Le point critique a été atteint notamment quand les joueurs n'ont plus été payés et que les chèques n'étaient plus encaissables. Ken Bates, un homme d'affaires qui avait déjà été impliqué dans les petits clubs dans le Nord, a été invité à investir.
Il a acheté le club de Chelsea ainsi que des dettes pour 1 £. Cependant, le stade et le nom du club sont restés sous la société immobilière Marler Estates puis par la suite Cabra Estates. La saison suivante (1982-1983) ne va pas bien. Chelsea était sur le bord de la relégation en troisième division, une descente aux enfers qui aurait pu être fatale. Un jeu de « do-or-die » se lance à Bolton. Chelsea était dans l'impasse jusqu'à ce que, dans les dernières minutes, Clive Walker a déclenché un tir imparable pour une victoire vu de la même manière qu'une victoire en finale de coupe. Un match nul dans le dernier match, à domicile, a sécurisé le maintien en deuxième division. À la fin de la saison, un grand nombre de joueurs ont été mis à la porte. Avec un budget modeste, le malin Neal réussis à trouver des remplaçants. Il a fait des merveilles. Six joueurs ont signé à l'été 1983 pour un minimum d'argent et l'équipe new-look s'est rapidement bien constitué, remportant le premier match 5-0. Chelsea a pris d'assaut le championnat de deuxième division et finira 1er sans forcer (1984). La montée rapide s'est poursuivie avec une sixième place en tant que promu en Division One, Kerry Dixon remporte le Soulier d'or avec 24 buts en championnat et 36 toutes compétitions confondues. Dixon était destiné à devenir le deuxième meilleur buteur du club après Booby Tambling, il trouvera 193 fois le chemin des filets. En 1985, une maladie oblige Neal à se retirer de son poste d'entraîneur.John Hollins le remplace. Il a déjà été joueur de Chelsea (1963-1975). Chelsea termine une seconde fois à la sixième place, l'équipe s'est bien consolidé et a été renforcée par des joueurs de qualité, y compris Steve Clarke et Tony Dorigo, le milieu de terrain Micky Hazard et Gordon Durie devant. Mais l'esprit du vestiaire se détériore, des joueurs importants ont été vendus et Chelsea a dégringolé en bas de tableau, jusqu'à descendre une nouvelle fois en Division Two (1988) après quatre ans en Division One. Hollins est dans le même temps limogé et remplacé par Bobby Campbell. Une descente vite oublié puisque Chelsea remonte l'année suivante. En tant que promu, Chelsea termine à une belle 5e place (1990). Mais si sur le terrain, les progrès se font sentir, en dehors, c'est une autre lutte aussi difficile pour le club. En effet, l'avenir de Chelsea à Stamford Bridge est compromis et à la suite d'une longue bataille juridique, le futur de Chelsea au stade est assuré et les travaux de rénovation reprennent. Les parties nord, ouest et sud de l'enceinte sont converties en des tribunes places assises et celles-ci sont désormais plus proches de la pelouse; un processus achevé en 2001. Ce sont des millions de livres qui ont été dépensés dans cette affaire, et qui n'ont donc pu être utilisé pour le recrutement de nouveau joueur, mais cette dépense était nécessaire selon Ken Bates.
Les années 1990 :

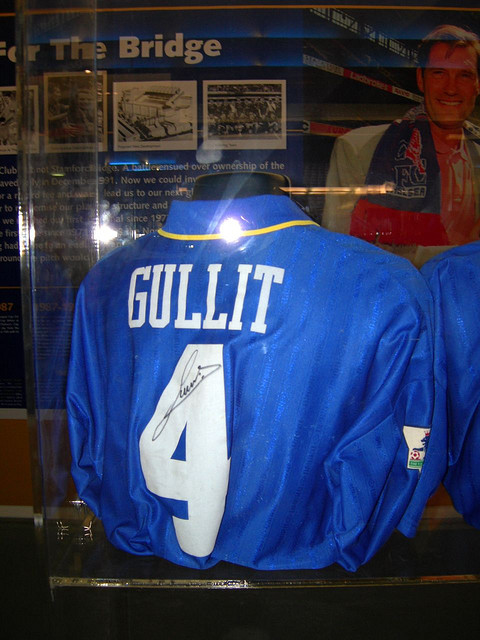
Maillot de Ruud Gullit, joueur de Chelsea à la fin des années 1990

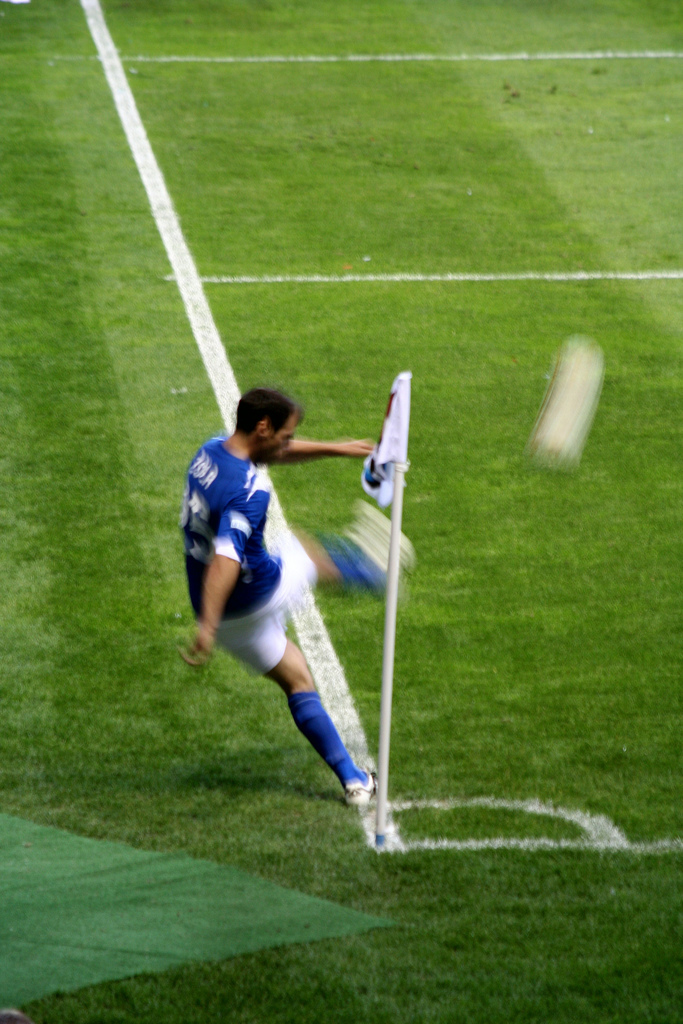
Gianfranco Zola sous les couleurs de Chelsea

En 1992, une association non lucrative fut créé, Chelsea Pitch Owners PLC rachetant le stade ainsi que le nom du club Chelsea FC afin de s'assurer que plus jamais le club et le stade ne soit menacé par une reprise d'investisseurs immobilier. L'avenir de Stamford Bridge maintenant sécurisé, des fonds supplémentaires étaient disponibles, plus d'un 1 M£ pour les achats des milieux de terrain Andy Townsend et Dennis Wise, mais les saisons qui suivirent furent frustrantes. Chelsea n'a pas réussi à s'élever au-dessus de milieu de tableau et beaucoup, beaucoup trop souvent, ont été éliminés des coupes contre des clubs de divisions inférieures. C'était une habitude gênante. Le football des blues manquait de panache et ni Campbell, ni son successeur Ian Porterfield ne sont restés assez longtemps pour y remédier. En 1993, Glenn Hoddle a été nommé au poste d'entraîneur. Instantanément, le visage du club a changé et la qualité du jeu de Chelsea s'est améliorée, lentement mais sûrement, jusqu'à atteindre la porte de la finale de la FA Cup à Wembley. Une grande occasion qui est venu trop tôt pour ce groupe de joueurs. Chelsea a perdu 4-0 contre Manchester United après un début prometteur. Le score est plutôt dure. Par la suite, un joueur de la plus haute réputation était nécessaire pour relancer le club, et Hoddle a été l'homme qui a convaincu la légende néerlandaise, Ruud Gullit, de quitter l'Italie pour l'ouest de Londres (1995). Mark Hughes, provenant de Manchester United, et Dan Pretescu, l’international roumain, sont venus le rejoindre. En une seule saison, Gullit avait déjà l'étiquette de meneur de l'équipe. À la fin de celle-ci, lorsque Hoddle quitte le club pour s'occuper de l'équipe d'Angleterre, il ne pouvait être autrement que le prochain entraîneur serait Gullit. En 1996, il fait venir Gianluca Vialli, suivi de Roberto Di Matteo, et du français Frank Leboeuf. Quelques mois plus tard, c'est l'une des plus grandes vedettes de l'histoire de Chelsea, Gianfranco Zola, qui signera à Chelsea. 
Succession de titres :
Le 17 mai 1997, Chelsea joue une énième finale de Coupe d'Angleterre. Cette année, l'obstacle à franchir se nomme Middlesbrough. Par rapport à la dernière finale, le club est plus armé. Il a fallu seulement 43 secondes à Di Matteo, un record en finale de FA Cup, pour ouvrir la marque. Eddie Newton a scellé la victoire de 2-0 contre Middlesbrough en deuxième mi-temps. Les célébrations qui ont suivi le lever du trophée ont été les plus longues dans l'histoire du vieux Wembley. Il s'agit du premier titre du club depuis 26 ans et le titre en Coupe d'Europe des vainqueurs de coupe en 1971. 
Été 1997, le recrutement continue avec l'arrivée du milieu de terrain et buteur Gustavo Poyet, l'attaquant norvégien Tore André Flo, ainsi que Célestine Babayaro, l'arrière droit anglais Graeme Le Saux, qui a déjà joué pour les blues (1987-1993) et le gardien Ed de Goey. Ces 5 joueurs joueront un grand rôle dans la réussite des prochaines saisons. Par contre, le club renvoie, au milieu de la saison, l'homme qui a fait ce qu'est devenu Chelsea à ce moment-là, Ruud Gullit. Il sera remplacé par Gianluca Vialli. 
Trois mois plus tard, Vialli remporte déjà deux trophées à son nom. Middlesbrough, encore une fois, a été battus 2-0 lors de la finale de la Carling Cup ; Frank Sinclair et Di Matteo sont les buteurs. 
Puis, à Stockholm, le 13 mai 1998, plus de 20 000 fans de Chelsea ont vu Zola rentrer sur le terrain puis marquer le seul but contre Stuttgart, une minute après son entrée, et permet à Chelsea de remporter pour la deuxième fois la Coupe d'Europe des vainqueurs de coupe.
Durant l'été qui a suivi, Frank Leboeuf a remporté la Coupe du monde. Son partenaire en défense centrale lors de la finale, Marcel Desailly, avait tout juste signé pour Chelsea. L'impact du club sur la scène internationale grimpait tout le temps.
Le 28 août 1998, Chelsea remporte sa première Super Coupe d'Europe en dominant le Real Madrid, au stade Louis II de Monaco, sur le score de 1-0, grâce à un but de Gustavo Poyet.

En 1999, sa 3e place en championnat lui offre une première qualification pour la Ligue des champions. Le club s'internationalise de plus en plus, et, fin 1999, Chelsea aligne pour la première fois une équipe 100 % non britannique. Malgré de gros investissements, comme l'arrivée de l'entraineur italien Claudio Ranieri, Chelsea rentre légèrement dans le rang, avec une 5e place en 2000, puis deux 6e place en 2001 et 2002, ainsi qu'une défaite en finale de la Cup en 2002. En difficulté sur le plan financier, Chelsea se qualifie in extremis pour la Ligue des champions à l'issue de la saison 2003.

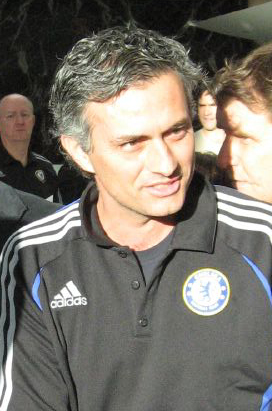
Jose Mourinho, l'entraineur le plus titré des blues

## 2003: Le rachat par Abramovitch
En proie aux mêmes difficultés financières que Leeds United, le club est officiellement mis en vente par son propriétaire Ken Bates à l'issue de la saison 2002-2003 de Premier League anglaise. 
Le 11 mai 2003, l'international danois Jesper Grønkjær est connu pour avoir inscrit l'un des buts les plus importants de Chelsea (et de sa carrière). En effet, lors de la dernière journée de Premier League 2002-03 contre Liverpool, il inscrit le but de la victoire (2-1), ce qui fait finir le club à la 4e place et le qualifie in-extremis pour la Ligue des champions (une défaite aurait mis le club en faillite et le russe Roman Abramovitch n'aurait jamais acquis le club sans une place en C1). La presse britannique estima alors que son but valait « un milliard de livres sterling ».
Le club est alors racheté par le milliardaire Roman Abramovich pour 200 millions d'euros, et devient le second club anglais sous mécénat étranger après l'autre club de l'ouest londonien, Fulham, racheté par Mohamed Al-Fayed en 1997. 
Roman Abramovich est pourtant le premier propriétaire étranger à investir massivement sans contrepartie dans le club qu'il vient d'acheter. Il donne au manager en place Claudio Ranieri tous les moyens nécessaires pour faire passer le Chelsea FC d'un bon club de Premier League à un candidat sérieux au titre de champion d'Angleterre et même à la victoire finale en Ligue des champions. Roman Abramovich injecte ainsi plusieurs centaines de millions d'euros rien qu'en transferts, le reste étant consacré à la rénovation du centre d'entrainement de Cobham et la restructuration du centre de formation ainsi qu'un système de détection de jeunes talents en constituant un des réseaux les plus pléthoriques de « scouts » à travers le monde. En témoigne le transfert controversé de Gaël Kakuta passé de Lens à Chelsea alors qu'il n'avait pas encore les 16 ans règlementaire demandé par la FIFA pour être transféré hors de son pays d'origine, la France en l'occurrence pour lui. 
En 2007, sous l'égide de son directeur exécutif Peter Kenyon, le club entame une politique plus sobre avec pour objectif « l'autonomie financière dans les 10 ans à venir ». En décembre 2009, le Chelsea FC annonce officiellement la régularisation de sa dette évalué à plus de 450 millions d'euros, Roman Abramovich ayant fini de passer cette dette sur les fonds de sa propre société holding Fordstam UTD anciennement Chelsea UTD permettant d'atteindre l'autonomie financière fixé dans 5 ans. Fin 2012, les Blues annonce pour la première fois un bénéfice net d' 1,4 million de livres (1,75 million d'euros) grâce notamment aux revenus engrangés par sa victoire en Ligue des champions cette même année.

## 2003-2012: La naissance d'un grand club européen

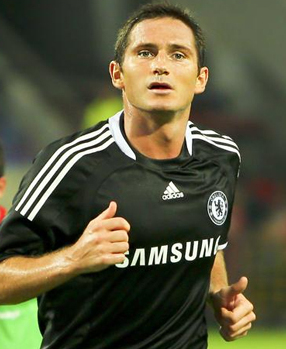
Frank Lampard sous le maillot de Chelsea

En grosse difficulté financière et menacé de relégation administrative, l'arrivée de Roman Abramovich en 2003 marque une nouvelle étape. Chelsea essaye, en achetant de grands noms du football et des jeunes pousses anglaises, de former une équipe. Le pari est presque gagné puisque le club termine second du championnat derrière Arsenal FC. À la fin de la saison 2003-2004, Ranieri est néanmoins remercié malgré sa demi-finale de Ligue des champions perdue face à l'AS Monaco (3-1;2-2), ce qui constituait alors le meilleur parcours du club en C1. Arrivent alors José Mourinho et Peter Kenyon, dont le recrutement vise à établir un vrai plan au long terme pour devenir un grand club. Depuis 2005, Peter Kenyon permet à Chelsea de devenir un club riche et puissant et surtout progressivement indépendant de l'argent de Roman Abramovitch.
En 2005, Samsung devient le sponsor officiel du club et en 2006 Adidas en devient l'équipementier.
Chelsea construit aussi une équipe complète sous l'égide de José Mourinho. Le recrutement s'appuie sur des joueurs de très grand talent prêts à devenir des stars planétaires. Ainsi Ricardo Carvalho, Petr Čech, Mickael Essien ou Didier Drogba font partie des grands noms du football qui rejoignent Chelsea. De plus, Chelsea devient un des principaux pourvoyeurs d'internationaux anglais : John Terry, Joe Cole et Frank Lampard (ces deux derniers arrivant de West Ham United) sont même devenus des piliers de l'identité des Blues et de l'équipe nationale. 

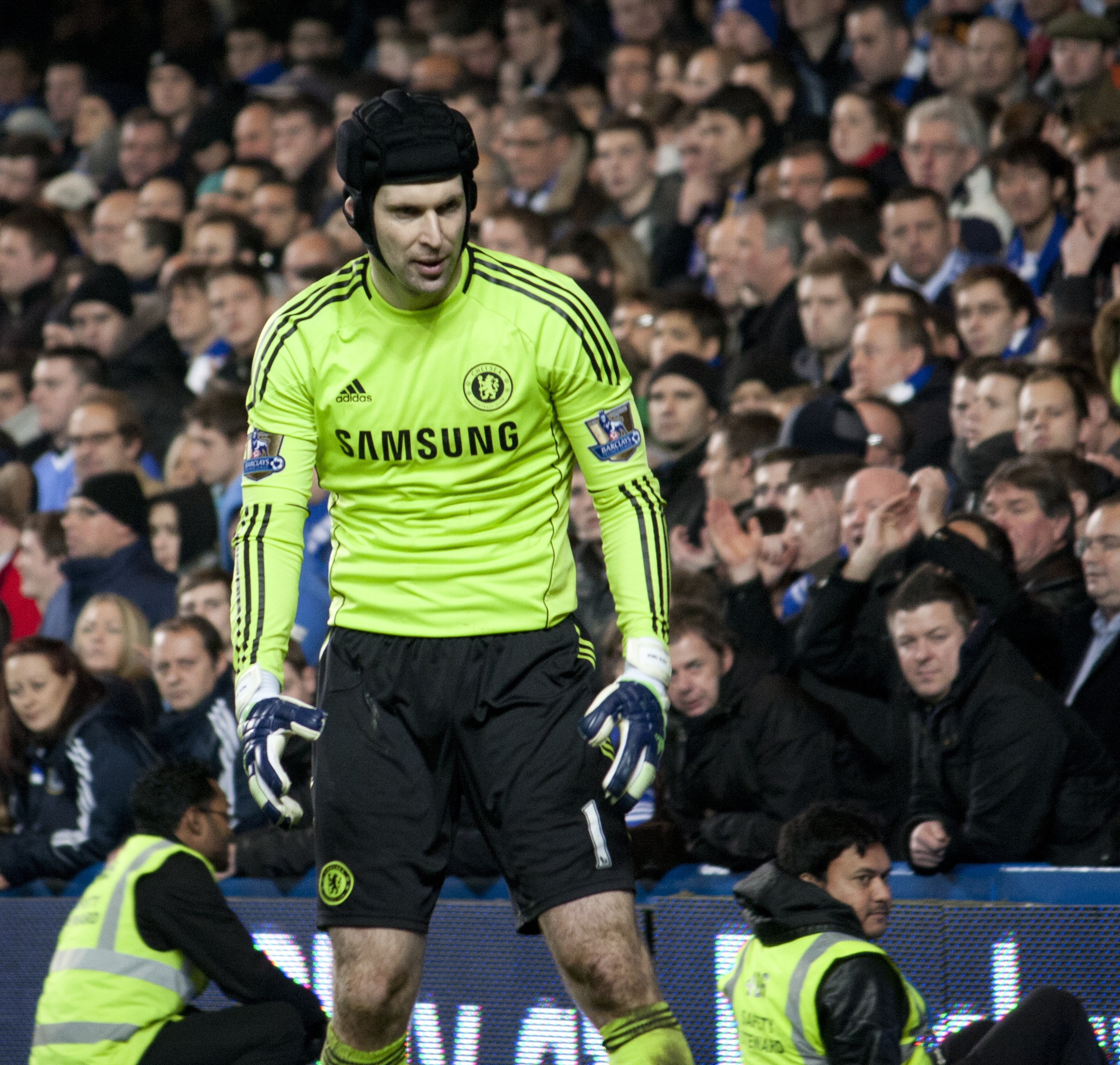
Petr Cech gardien emblématique de la génération Mourinho

Chelsea bat en 2005 le record de points obtenus dans une saison dans le championnat anglais avec 95 points. Elle conforte sa position de meilleur club du football anglais en remportant 3 titres de champion d'Angleterre en 2005, 2006 et 2010, auxquels s'ajoutent deux League Cups en 2005 et 2007, ainsi qu'une FA Cup en 2007. Mais Jose Mourinho est remercié et remplacé par Avram Grant au début de la saison 2008, puis par Carlo Ancelotti en 2009. Ce dernier sera lui aussi remercié le 22 mai 2011 à l'issue d'une saison blanche.
Lors de la saison 2008, Chelsea se hisse pour la première fois de son histoire en finale de la Ligue des champions. Lors de celle-ci le 21 mai 2008 au stade Loujniki de Moscou, Chelsea s'incline aux tirs au but face à Manchester United 5 à 6 (1-1 ap) après avoir eu l'espace d'un instant la balle de la victoire dans les pieds de John Terry qui glisse au moment de prendre ses appuis, à la suite du tir au but raté de Cristiano Ronaldo. Avram Grant est remercié et remplacé par Luiz Felipe Scolari à la fin de cette même année.
Chelsea établit le record d'invincibilité à domicile et en championnat à 86 matchs, et 74 matchs toutes compétitions confondues. 41 999 spectateurs, record d'affluence du club, assistent le 21 septembre 2008 à la réception de Manchester United. La série est interrompue par une défaite contre Liverpool 0-1 le 26 octobre 2008. Depuis lors, Stamford Bridge n'est plus une forteresse imprenable : Arsenal bat les Blues le 30 novembre 2008 grâce à un doublé de Robin van Persie.
Mais cette saison (2008-2009), médiocre pour Chelsea sous Luiz Felipe Scolari, est bien meilleure avec Guus Hiddink (arrivé après le licenciement de Luiz Felipe Scolari pour assurer l'intérim jusqu'à la fin de saison). Chelsea bat Liverpool à Anfield 3 à 1 en quart de finale aller de la Ligue des champions, alors que les Reds n'avaient pas encore été battus cette saison-ci à domicile. Bien que les Reds arrivent ensuite à Stamford Bridge avec presque aucune chance de qualification, le match se finit sur le score de 4-4 après un scénario de folie. 
Les Blues arrivent en demi-finale contre Barcelone où le match aller éclot d'un 0-0 au Nou Camp. Le match retour restera longtemps dans l'histoire du club ; le Barca, pourtant mené 1-0 (reprise de volée de Michael Essien) égalise à la 92e minute grâce à un but d'Iniesta. L'arbitrage a également été très contesté durant ce match, notamment quelques penaltys non sifflés (dont un flagrant où Gérard Piqué anéantit une action de jeu avec sa main). Didier Drogba s'en prendra même à l'arbitre à la fin du match en criant à la caméra « It's a fucking disgrace ! » (il écopera de trois matchs de suspension à la suite de cet incident). 
Chelsea remporte la FA Cup face à Everton 2 buts à 1 quelques jours plus tard.
Carlo Ancelotti (en provenance du Milan AC) est nommé entraineur début juin 2009 pour remplacer Guus Hiddink en fin de contrat. 

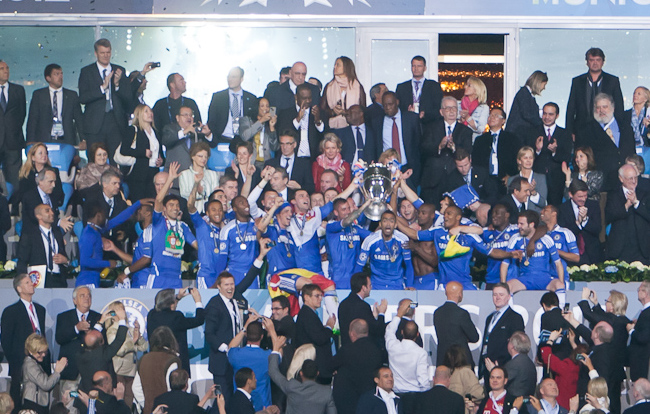
Chelsea championne d'Europe 2012 en finale contre le Bayern Munich.

Avec Ancelotti, Chelsea commence la saison 2009-2010 en remportant le Community Shield face à Manchester United aux tirs au but. En Ligue des champions, les Blues prennent des points dans tous leurs matches (seul Bordeaux aura pu en faire autant) et finissent premiers de leur groupe devant le FC Porto. Malheureusement, en huitièmes de finale, ils s'inclinent deux fois (2-1 ; 0-1) contre le futur vainqueur, l'Inter Milan dirigé par l'ex-entraîneur portugais José Mourinho. Mais Chelsea ne baissera pas les bras : en championnat, ils battent toutes les autres équipes du « Big Four » deux fois chacune : Liverpool 2-0 et 0-2; Arsenal 0-3 et 2-0 Manchester United 1-0 et après la victoire 1-2 à Old Trafford, le club ne quittera plus la tête de la Premier League. C'est la première fois depuis plusieurs années qu'aucune équipe du Big Four ne parvient à prendre de points contre le futur champion. Lors de la dernière journée, à domicile, ils étrillent Wigan (8-0), ce qui leur offre leur 4e titre de champion d'Angleterre, devant Manchester United, champion en titre depuis 2007. La saison se conclut en remportant la Coupe d'Angleterre face à un Portsmouth relégué. Chelsea établit aussi un nouveau record de but marqué en championnat en une saison depuis la création de la Premier League en 1992 avec 103 buts inscrits.
La saison 2010-2011 démarre en fanfare pour les Blues, puisqu'ils remportent leurs cinq premiers matches de championnat, en n'encaissant qu'un seul but dans l'ensemble. Mais à partir de novembre, l'équipe s'effondre, ne parvenant plus à enchaîner les victoires et subissant plusieurs revers inquiétants : défaites 2-0 à Anfield, 0-3 contre Sunderland, 3-1 sur la pelouse de l'Emirates Stadium et 0-1 contre Liverpool, d'où proviendra Fernando Torres au mercato hivernal, pour un montant de 58 millions d'euros, un record dans l'histoire de la Premier League, mais aussi dans celle du mercato hivernal. De plus, les éliminations en coupes nationales rendent également l'avenir d'Ancelotti incertain sur le banc des Blues.
Cependant, Fernando Torres ne marque pas depuis son arrivée, et Chelsea est éliminé de la Ligue des champions face à Manchester United, après une défaite 1-0 à Stamford Bridge sur un but de Wayne Rooney et une seconde défaite 2-1 à Old Trafford (deux buts de Park Ji-Sung et de Javier Hernández contre un seul de Didier Drogba).

## 2012- Une nouvelle ère
Le 22 mai 2011, le club résilie le contrat de Carlo Ancelotti quelques heures après la dernière journée de championnat marquée par une nouvelle défaite de Chelsea à Everton (0-1) et une saison sans trophée, la deuxième depuis 2002.
Un mois plus tard, le 22 juin 2011, Chelsea active la clause libératoire du technicien André Villas-Boas, alors entraîneur du FC Porto, surnommé The Special Two en référence à José Mourinho auprès duquel il a été adjoint pendant quatre ans (dont deux ans à Chelsea). Sa clause de 15 millions d'euros fait de lui l'entraineur le plus coûteux de l'histoire. Il signe donc avec le club londonien un contrat de 3 ans.
La saison 2011-2012 démarre plutôt bien pour les blues puisque après 7 journées de championnat, les blues pointent à la 3e place du championnat avec 16 points sur 21. 
Le mercato d'été 2011 est marqué par l'arrivée de nombreux jeunes joueurs à Chelsea en effet depuis l'arrivée d'Abramovich, Chelsea connait la meilleure période de son histoire en remportant 3 championnats mais aussi 4 FA Cups et 2 Carling Cup et une Ligue des champions en 2012 face au Bayern de Munich. Sans oublier une finale de Ligue des champions en 2008. Mais cette génération, certes dorée, n'est pas éternelle et cela, les Blues le savent. Ils ne lésinent pas sur les moyens puisqu'à l'aube de la saison 2011-2012, Abramovich investit près de 30M d'euros pour faire venir Juan Mata désormais ex star du FC Valence mais met aussi sur la table 20M d'euros pour Romelu Lukaku nouvelle pépite du football belge ainsi que 7M d'euros pour Oriol Romeu, jeune milieu de terrain formé à la Massia du FC Barcelone. Sans oublier Thibaut Courtois, gardien belge acheté au Racing Genk pour 9M d'euros mais immédiatement prêté à l'Atletico Madrid. Avec aussi les retours de prêt de Daniel Sturridge et  Ryan Bertrand. Tout cela permet aux Blues d'envisager un avenir serein avec en plus l'un des plus jeunes entraineurs de l'histoire, André Villas-Boas.
Mais le 20 novembre 2011, les Blues subissent déjà leur 4e défaite de la saison (1-2) face à Liverpool, qui plus est à domicile dans l'antre de Stamford Bridge qui n'est plus une forteresse imprenable. Pour la première fois, la place d'André Villas-Boas est menacée.
Cependant les Blues relèvent la tête et enchainent une impressionnante série de 3 victoires consécutives à chaque fois 3-0 contre Wolverhampton, Newcastle et surtout face à Valence, victoire qui permet à Chelsea de se qualifier pour les 1/8èmes de finale de la Ligue des champions et de terminer premier de leur groupe devant le Bayer Leverkusen.
Cette bonne série ramène de la sérénité chez les Blues qui, le 12 décembre 2011, accueilleront le leader Manchester City pour un choc au sommet.

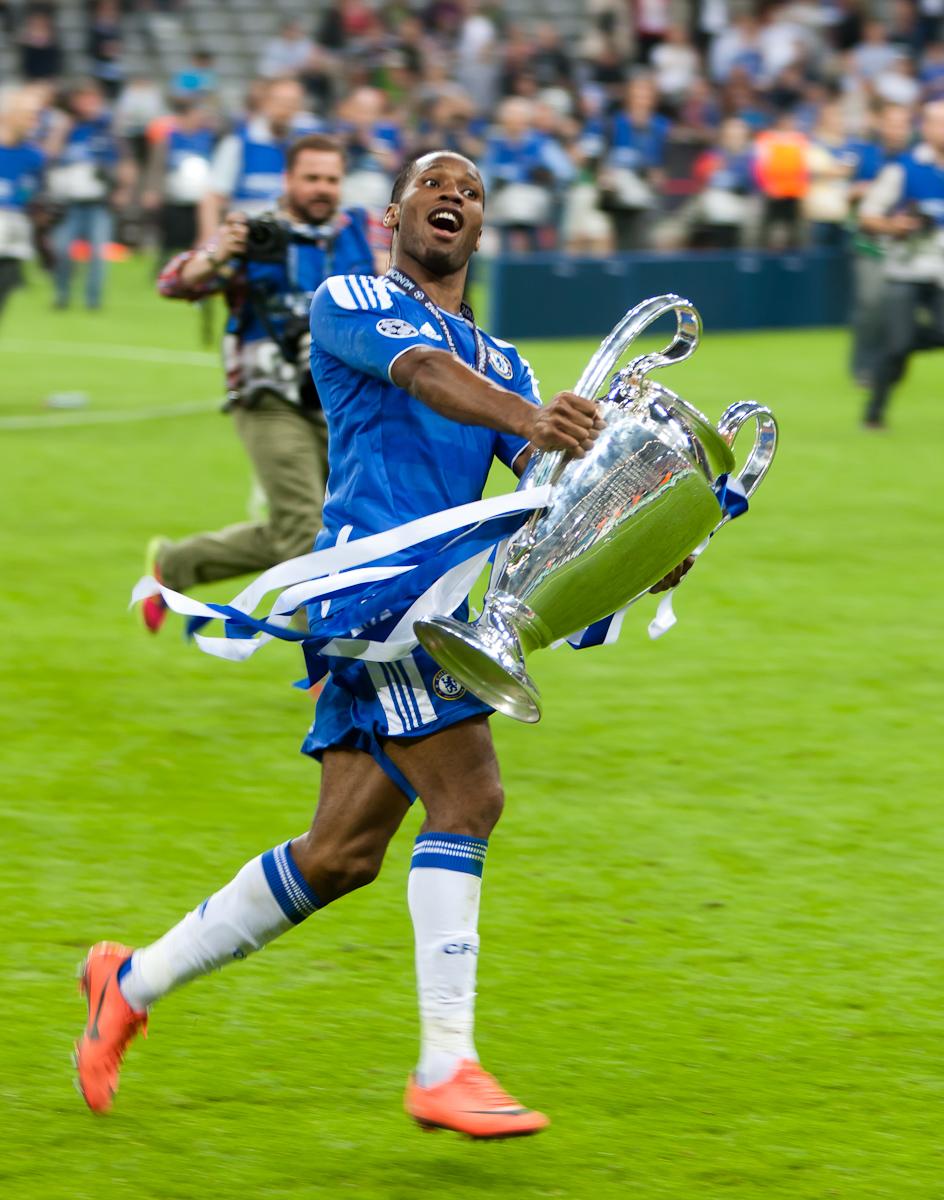
Didier Drogba soulevant la précieuse coupe de la Ligue des champions de l'UEFA

Ce match marque un tournant dans le championnat puisque les Blues réussissent l'exploit de vaincre le leader mancunien pour la première fois de la saison (2-1 avec des buts de Raul Meireles et de Frank Lampard).
Mais lors de la journée suivante, les Blues manquent de recoller à City en faisant un partage 1-1 (Sturridge 60e).
Conséquence : Chelsea se fait dépasser par Tottenham et compte désormais 9 points de retard sur Manchester City et 7 sur Manchester United.
Le 23 décembre, les Blues affrontent Tottenham mais ne font pas mieux qu'un partage de points (1-1 but de Daniel Sturridge répondant à celui d'Emmanuel Adebayor).
Lors de la 18e journée les Blues affrontent Fulham et sont contraints au nul (1-1); quelques jours plus tard, ils perdent sur leur terrain contre Aston Villa (1-3).
Le 4 mars 2012, André Villas-Boas est renvoyé au lendemain d'une septième défaite en championnat, à West Bromwich Albion (1-0). Entre mauvais résultats, sursauts et notamment conflits avec une partie du vestiaire, AVB dresse un bilan très faible par rapport à sa brillante saison avec Porto. Il partira de Londres avec seulement 19 victoires sur les 40 matchs qu'il aura dirigé à Chelsea. À ce stade de la compétition, le bilan comptable du club est le pire depuis la saison 2001-2002 avec 46 pts. Roberto Di Matteo, adjoint d'AVB et ancienne gloire du club, est nommé à la tête de l'équipe première par intérim jusqu'à la fin de la saison. Sur les 3 premières rencontres disputées à la tête de Chelsea, il récolte une victoire en FA Cup contre Birmingham (0-2), une victoire en championnat contre Stoke City (1-0) et une superbe victoire en Ligue des champions face à Naples (4-1). Ce résultat qualifie le club pour les 1/4 de finale de la compétition 2011/2012 et annonce le renouveau des Blues et de ses cadres.
En 1/4 de finale, Chelsea affronte Benfica et l'emporte à l'extérieur 0-1 sur un but de Salomon Kalou et l'emporte au retour, chez eux, sur le score de 2-1.

La demi finale l'opposera au FC Barcelone, où il l'emporte chez eux 1-0 sur un but de Didier Drogba. Au retour, les catalans, plus entreprenant, mènent 1-0 puis 2-0 ; à 10 contre 11, on voyait mal Chelsea se qualifier mais il y parvient grâce à des buts de Ramires puis dans le temps additionnel de Fernando Torres.

Composition de Chelsea lors de la finale de la Ligue des champions en 2012

Le samedi 19 mai 2012, dans un match haletant, les Blues furent menés à 7 minutes du terme de la rencontre, avant d'égaliser sur une tête de Didier Drogba, à la 88e minute, sur le premier corner des londoniens (tiré par Mata) ; lors des prolongations, Petr Čech parvient à arrêter un penalty de Robben (concédé par Didier Drogba). L'attaquant ivoirien avait déjà provoqué un pénalty en demi-finale face au FC Barcelone. Lionel Messi ne l'avait pas transformé et avait trouvé le poteau.
L'équipe londonienne remporte enfin sa première Ligue des champions face à l'équipe du Bayern Munich au stade de l'Allianz Arena sur le score de 1-1 (3-4 t.a.b). Pour la première fois, un club londonien remporte la C1 (Ligue des champions).
L'arrivée de Di Matteo en cours de saison a permis d'ouvrir une nouvelle page dans l'histoire de Chelsea. Les 1,5 milliard d'euros investi par le président russe du club Roman Abramovitch lui ont, enfin, permis de gagner le plus prestigieux des trophées européens, la coupe « aux grandes oreilles ».

Le rajeunissement continue chez les Blues et le mercato d'été 2012 est encore plus marquant que celui de l'an dernier. Le départ de Didier Drogba en est la preuve. La génération Mourinho ayant tout gagné, Abramovich investit beaucoup d'argent lors du mercato estival 2012. Ainsi débarquent à Stamford Bridge le défenseur latéral de l'OM César Azpilicueta pour 8M, l'attaquant Victor Moses de Wigan pour environ 12M, l'ailier du Werder Brême Marko Marin pour 8M €, mais surtout le Belge Éden Hazard en provenance de Lille pour 40M € et le milieu offensif de l'International Oscar pour 32 M €. Cependant, la politique de rajeunissement du président Roman Abramovich contraint des joueurs tels qu'Alex, Anelka (lors du mercato hivernal) ou Drogba, Raul Meireles, Bosingwa, Essien (prêté au Real Madrid) et Kalou (mercato estival) à quitter le club. Chelsea prête également ses grands espoirs comme Lukaku, De Bruyne, Thorgan Hazard, Courtois, McEachran et Kakuta dans le but que ceux-ci progressent.
 

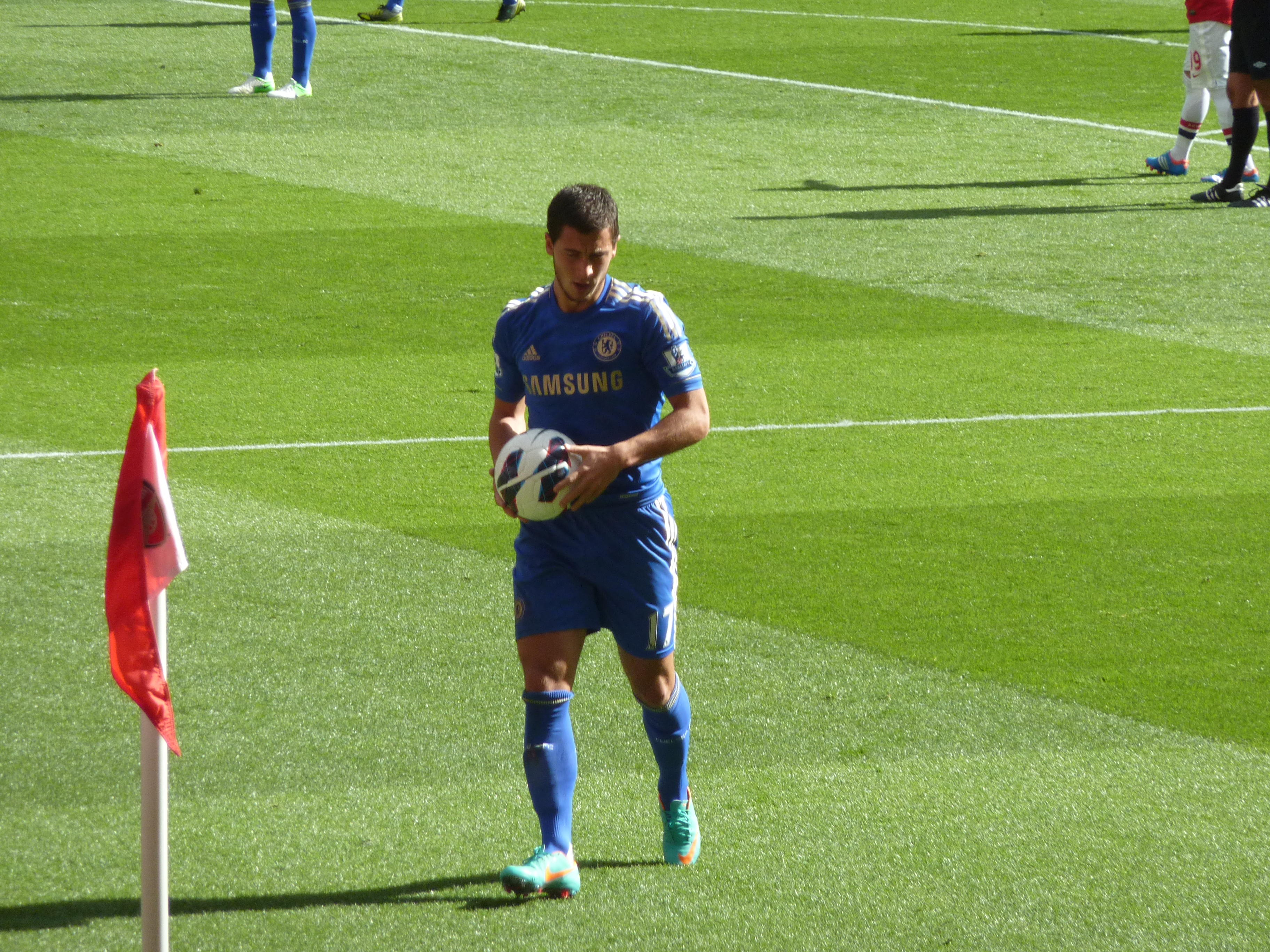
Eden Hazard recrue phare de Chelsea en 2012

La saison 2012-2013 commence très bien, encore que les Blues soient battus par l'Atlético Madrid (1-4) avec un triplé de Falcao; Chelsea est premier de son championnat après 7 victoires en 9 matchs joués bien qu'ils perdent contre Manchester United (3-2) sur notamment un but hors-jeu de Chicharito. Chelsea semble en ce début de saison la seule équipe à pouvoir lutter avec les deux Manchester pour le titre.
En Ligue des champions, Chelsea se place en bonne position pour la qualification à la suite de sa victoire contre le Shaktar Donetsk (3-2) à Stamford Bridge malgré une défaite à l'aller en Ukraine (1-2).
Le 9 novembre, Chelsea a annoncé avoir dégagé des bénéfices à hauteur de 1,75 million d'euros lors de l'exercice écoulé, une première depuis son rachat par le milliardaire russe Roman Abramovitch en 2003.
Le 20 novembre, Chelsea subit une cinglante défaite contre la Juventus (3-0). Le lendemain, son entraîneur Roberto Di Matteo, grand artisan de la victoire en Ligue des champions la saison précédente, est renvoyé. Il devient ainsi le septième entraîneur remercié depuis la prise de pouvoir du président Roman Abramovich. Quelques heures plus tard, Rafael Benitez est nommé manager de Chelsea jusqu'à la fin de la saison.
L'équipe trouvera avec cet entraîneur un certain équilibre et terminera finalement à la troisième place du championnat. Le 15 mai 2013, le club londonien remporte la Ligue Europa aux dépens du Benfica Lisbonne grâce un but à la dernière minute de Branislav Ivanović. Chelsea devient ainsi la cinquième équipe à remporter toutes les coupes d'Europe.
Le 3 juin 2013, le club annonce le retour de José Mourinho au poste d’entraîneur, cinq ans après son départ.